# 와일드 마운틴 타임 (영화)
"와일드 마운틴 타임"(영어: Wild Mountain Thyme)은 2020년 공개된 아일랜드 및 영국의 로맨틱 드라마 영화이다.

## 출연
- 에밀리 블런트 - 로즈메리 멀둔 역
- 제이미 도넌 - 안토니 라일리 역
- 존 햄 - 애덤 켈리 역
- 크리스토퍼 워컨 - 토니 라일리 역
- 존 테니 - 펍 MC 역
- 디어블라 몰로이 - 이퍼 멀둔 역
- 대니엘 라이언 - 메이브 역
- 배리 맥고번 - 클리어리 역
- 리디아 맥기니스 - 일리노어 역
- 돈 와이철리 - 크리스 멀둔 역